# Templul din Cernăuți

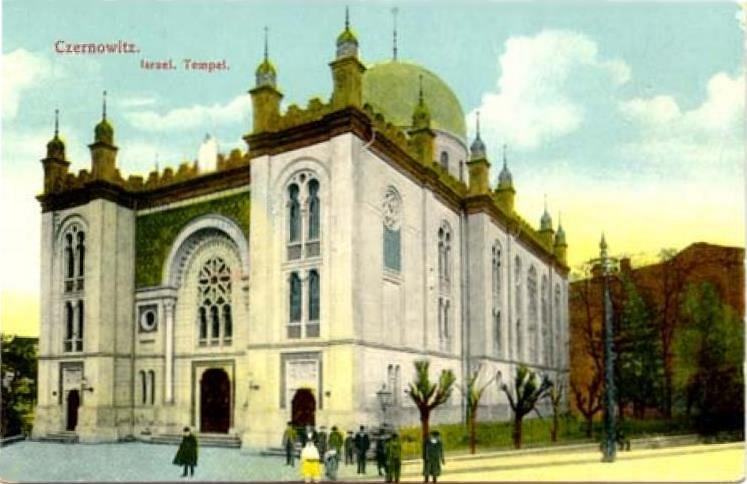
O carte poștală de la începutul secolului al XX-lea pe care se află imaginea Templului din Cernăuți.

Templul evreiesc din Cernăuți a fost un monumental lăcaș de cult evreiesc din orașul Cernăuți (pe atunci în Imperiul Austro-Ungar, astăzi în Ucraina) care a existat în perioada 1878 - 1941. El a fost construit în stil neo-maur.
Sinagoga a fost confiscată de guvernul sovietic în 1940 și incendiată de soldații germani și români în 1941. 

## Istoric

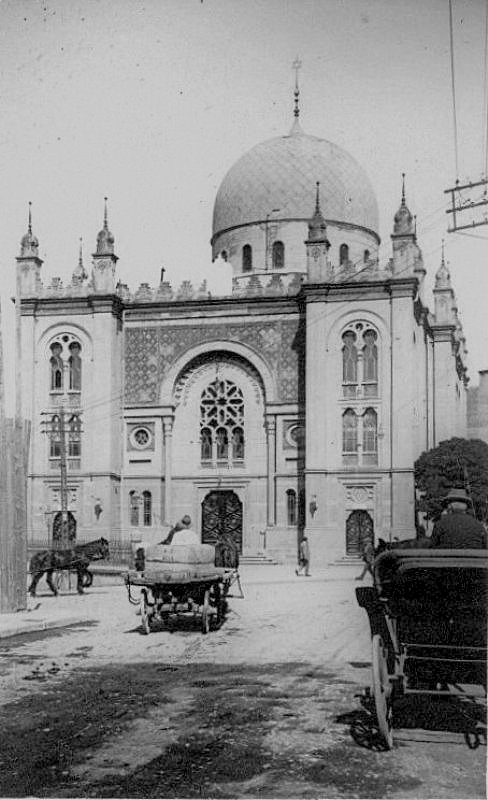
Fotografie veche a Templului din Cernăuți.

Baronul von Schmück, guvernatorul Bucovinei, a propus în 1857, comunității evreilor din Cernăuți construcția unei sinagogi. S-a început acțiunea de strângere a fondurilor, dar ideea a fost repede abandonată  .
În 1872, comunitatea evreiască din Cernăuți s-a divizat în două grupuri, reformații (neologii) cu rabinul Eliezer Elijah Igel și ortodocșii conduși de rabinul Benjamin Arie Weiss. Cele două comunități se vor reuni în 1875 pentru a forma din nou o comunitate unică, dar cu facțiuni interne. 
Grupul reformat mai bogat a decis să construiască o sinagogă și a apelat la arhitectul polonez Julian Zachariewicz  (1837-1898), profesor la Universitatea națională politehnică din Liov. Piatra de temelie a templului a fost pusă la 8 mai 1873. Sinagoga a fost construită între anii 1873-1878 în stil neo-maur în capitala Ducatului Bucovinei din Imperiul Austro-Ungar. Ceremonia de inaugurare a sinagogii a avut loc la 4 septembrie 1877. 
S-a realizat un compromis între diferitele grupuri. Slujba nu a fost modernizată în întregime. Exista un cantor (Hazzan) și un cor, dar sinagoga nu dispunea de orgă. Rabinul își ținea predica în limba germană și Tora era citită în fața credincioșilor și nu în direcția Chivotului (Aron HaKodesh).
În 1867, evreii din Bucovina au obținut emanciparea deplină, mulți evrei hotărând să participe la elaborarea politicilor naționale și locale. Doi primari din Cernăuți au fost evrei, precum și cinci rectori ai universității. Evreii au ocupat o poziție importantă în viața economică, socială și culturală a orașului. 
În 1880, împăratul Franz Joseph I a făcut o vizită la Cernăuți și s-a dus la sinagogă în ziua de Yom Kippur. 
În 1880, în Cernăuți locuiau 14.449 evrei dintr-un total de 45.600 persoane, adică 31.7% din populație. Numărul evreilor cernăuțeni a crescut la 17.359 în 1890, 21.587 în 1900, 28.613 în 1910 (32.8% din populație) și 43.701 în 1919 (41.7% din populație). În oraș și mai ales satele și orașele din apropiere, majoritatea populației evreiești vorbea limba idiș și menținea o tradiție ortodoxă. Numai elita orașului vorbea limba germană și practica cultul mozaic de rit reformat. 
Tenorul Josef Schmidt (1904-1942) a cântat în cor pe când era copil și apoi a fost cantor când a devenit adult.
După anexarea Bucovinei de Nord (din care Cernăuți era cel mai mare oraș) de către guvernul sovietic în 1940, templul a fost închis și confiscat de statul sovietic. La 5 iulie 1941, orașul a fost eliberat de către armatele române și germane, însoțite de Einsatzkommando 10b. La data de 9 iulie 1941, clădirea templului a fost incendiată de către soldații germani și români. Numai pereții exteriori au rămas în picioare. În aceeași zi, 2.000 de evrei au fost masacrați, în frunte cu rabinul-șef, Abraham Jakob Mark și liderii comunității locale. Restul populației evreiești a fost deportat în Transnistria, unde două treimi dintre ei vor muri. La sfârșitul războiului, cei mai mulți urmași nu se vor mai întoarce la Cernăuți, stabilindu-se în România sau emigrând în Israel. 
Deși după terminarea războiului s-a intenționat demolarea sinagogii, zidurile au fost atât de puternice încât s-a renunțat la aceasta. În anul 1959, ruinele templului au fost parțial refolosite pentru a construi o clădire care a servit ca cinematograf sub denumirea de "Octombrie" ('Jovteni', în ucraineană.) , redenumit în 1992 'Chernivtsi' ('Cernăuți', în română). A fost unul dintre cele mai mari, mai vizitate și mai confortabile cinematografe. Aici au fost proiectate cele mai noi filme pe format ecran panoramic. În hol, la proiecțiile de seară, cânta orchestra și diverse ansambluri. Dar apariția casetelor video, a televiziunii multicanal și internetului a condus la închiderea cinematografului [potrivit Czernowitzer Zeitung - Jewish Online Newspaper: https://jews-chernivtsi.com/en/articles?type=community.În prezent, clădirea nu mai are cupolă, foarte puține elemente amintind de construcția inițială.

## Arhitectura sinagogii
Comunitatea evreilor i-a dat instrucțiuni precise lui Zachariewicz: sinagoga trebuia să fie orientată spre est și toți credincioșii trebuiau să aibă posibilitatea de a vedea Chivotul și altarul (bima) de la locul lor. În timpul construcției, comunitatea și-a schimbat opinia în ceea ce privește plafonul sălii de rugăciuni. Sala de rugăciuni trebuia să fie acoperită de o cupolă imensă în locul unui tavan din lemn, având în centrul său o cupolă mică de sticlă așa cum era prevăzut în planul inițial. Aceste modificări solicitate după începerea lucrărilor au determinat construirea mai multor coloane masive de fontă și creșterea grosimii pereților . ills. 28-32.

### Descriere
Sinagoga în stil maur a fost o clădire izolată situată la intersecția a două străzi. Clădirea cu două etaje era alcătuită din două părți: partea de vest cuprinzând holurile, scările și birourile comunității și partea de est era formată din sala de rugăciuni cu o absidă, având deasupra sa o cupolă de mari dimensiuni. Partea de vest este mai restrânsă decât partea de est. Pereții erau din cărămida tencuită. Fațada principală, unde se afla intrarea, era pe latura de vest, clădirea fiind orientată de la vest la est, cu absida, unde era amplasat chivotul, la est. Oamenii stăteau așezați în bănci la parter, în centrul sălii de rugăciuni, și erau cu fața spre Chivot, în timp ce femeile se aflau la balcoanele de la cele două etaje situate în colțurile de vest, nord și sud ale sălii. 
Clădirea avea 39 metri lungime și 24 metri lățime. Cupola sa se ridica la înălțimea de 39 de metri. După refolosirea pereților în 1959 pentru a transforma clădirea într-un cinematograf, cupola nu a mai fost reconstruită, fiind înlocuită cu un acoperiș în pantă cu fronton.

### Exteriorul

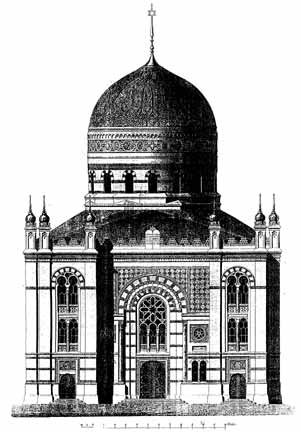
Planul fațadei de vest

Cladirea avea trei nivele, parterul și două etaje. Parterul era străpuns de oculi și de ferestre duble. Nișe terminate în arce rotunde încadrau cele două etaje pe toată înălțimea lor, ferestrele erau duble și triple, precum și rozetele de la primul și al doilea etaj. Fațadele erau evidențiate prin muluri orizontale deasupra soclului, precum și între parter și primul etaj. Clădirea avea deasupra sa muluri crenelate. Fațadele erau împărțite pe verticală de pilaștri care reflectau organizarea interioară a spațiului. Fiecare pilastru era terminat printr-un turn decorat cu arcade oarbe în plin cintru și cu un bulb mic încheiat printr-o săgeată. 
Fațada principală spre vest era compusă dintr-o parte centrală, încadrată de două părți avansate în formă de turn. În partea centrală, ușa largă de intrare era încadrată de un arc susținut de două coloane aflate pe un piedestal. Deasupra ferestrei triple terminate în arc în formă de potcoavă se afla o rozetă în opt colțuri. Timpanul era acoperit cu plăci ceramice decorate. Pe fiecare parte a arcului se afla o pereche de ferestre terminate în arc de cerc la parter și o fereastră rotundă cu stele celtice în cinci puncte, înconjurată de un panou decorativ la primul etaj. Panourile de deasupra timpanului erau și ele acoperite cu plăci ceramice decorate. 
Cele două părți laterale aveau fiecare câte o ușă decorată care avea deasupra sa un panou decorat la parter și o nișă terminată în arc de cerc care uneau ferestrele duble de la primul și cel de-al doilea etaj. Un panou decorat este situat sub fiecare fereastră.
Tablele Legii tronau în centrul fațadei, deasupra cornișei. 

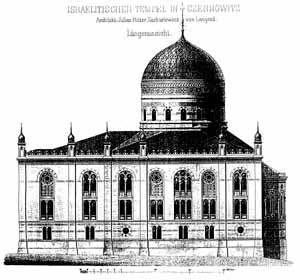
Planul fațadei de sud

Fațadele de sud și de nord erau identice. Părți din partea de vest, corespunzând avansului sinagogii, erau împărțite în două de pilaștri. Partea de est, corespunzând sălii mare de rugăciuni, era împărțită în trei secțiuni de pilaștri. Numeroasele ferestre duble și triple, precum și oculii, iluminau interiorul sinagogii.
Fațadă de est a sinagogii era împărțită în trei părți de pilaștri. Partea centrală corespundea absidei, în timp ce cele două părți laterale erau compuse dintr-o fereastră circulară la parter, dintr-o fereastră cu arc dublu la primul etaj și dintr-o fereastră cu arc dublu de fier la al doilea etaj. Absida avea cinci fațete, fiecare având la primul etaj o fereastră dublă cu arc rotund, deasupra unei mici ferestre circulare. În interior, ferestrele erau situate într-o nișă terminată în arc de cerc. 
Domul în formă de bulb stătea pe un tambur cilindric, care se sprijinea el-însuși pe o bază cu 16 fețe, dispusă la rândul ei pe o bază octogonală. Tamburul cilindric era străpuns de 16 ferestre încheiate în arc de cerc. Cupola era formată dintr-un înveliș dublu. Învelișul exterior era din metal și trebuia să fie acoperit cu o decorație metalică, care nu a fost realizată. Deasupra cupolei, săgeata se termina cu Steaua lui David în șase colțuri.

### Interiorul
Partea de vest a clădirii cuprindea la parter două holuri, apoi două camere auxiliare și la primul etaj o cameră vastă. Două scări duceau la galeriile femeilor, la primul și la al doilea etaj. 
Cea mai importantă cameră era sala de rugăciune cu o absidă, fiind înconjurată la primul și al doilea etaj, pe laturile de nord, sud și vest de galerii pentru femei. Două camere mici sse găseau de fiecare parte a absidei la toate nivelurile. 
Bărbați intrau în sinagogă printr-una din cele trei uși centrale de pe fațada de vest. După ce străbăteau holul, aceștia intrau în sala de rugăciune, o sală de 20.5 metri pe 16,5 metri. Femeile intrau prin ușile din turnurile laterale și urcau una dintre cele două scări până la galeriile rezervate pentru femei. Cele două etaje de galerii sunt susținute de coloane metalice duble și sprijinite în colțuri de două grupuri de câte patru coloane metalice. Coloanele ce sprijineau galeria superioară aveau arcuri semicirculare în plin cintru, aflate câte trei pe fiecare parte. Aceste arcuri formau un pătrat pe care se sprijinea octogonul cu patru arce oarbe în ogivă alternând cu patru coarne proeminente care susțineau un tambur cilindric cu 16 ferestre pe care se află cupola ușor curbată. 

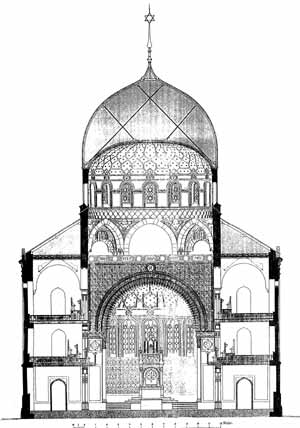
Secțiune cu vedere spre Chivot

Chivotul este amplasat în absida construită în perete. Acest spațiu ușor înălțat este separat de sală printr-un arc semicircular mare sprijinit pe fiecare parte de o coloana. Din sală în absidă sunt patru pași și la înălțimea sa ar trebui să se afle un pupitru orientat către credincioși pentru a servi ca bima (altar). Citirea Torei se făcea către credincioși așa cum se proceda în sinagogile neologe. 
Chivotul era format dintr-o structură de piatră în trei părți, în care secțiunea centrală, mai înaltă decât celelalte, de suprafață pătrată la sol, cuprindea chivotul pentru sulurile de Tora, la care se ajungea prin urcarea a trei trepte. Fațada avea un portal cu două coloane, cu un arc orb deasupra sa cu trei lobi mai sus. Suprafața interioară a chivotului și timpanul său erau acoperite cu decorațiuni florale; în friza de mai sus se afla o inscripție în limba ebraică. Secțiunile laterale erau portaluri cu coloane duble sprijinind arcuri oarbe în formă de potcoavă, cu panouri decorative. Cele trei secțiuni aveau deasupra lor vârfuri cu motive florale.
Locurile pe scaune în partea centrală a sălii, precum și în galeria de vest și în părțile de vest ale galeriilor de nord și de sud, erau orientate către est pentru a fi în fața chivotului și a altarului. Locurile în galerii erau aflate pe o estradă din lemn ridicată treptat. Așa cum menționa arhitectul , acest aranjament era conform cu caietul de sarcini, care cerea ca toți credincioșii să poată vedea altarul și chivotul. 
Pereții, arcadele, balustradele și capitelurile coloanelor erau bogat decorate cu motive neo-maure. Suprafețele cupolei principale și ale cupolei absidei erau decorate cu modele geometrice formate din poligoane înlănțuite și numeroase stele ale lui David, de dimensiuni mici, iar tuburile erau decorate cu câte o scoică.

## Fotogalerie

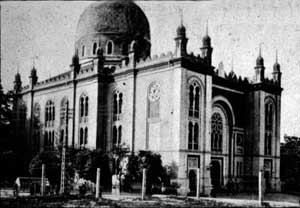
Fotografie a fațadei de nord a sinagogii în jurul anului 1920
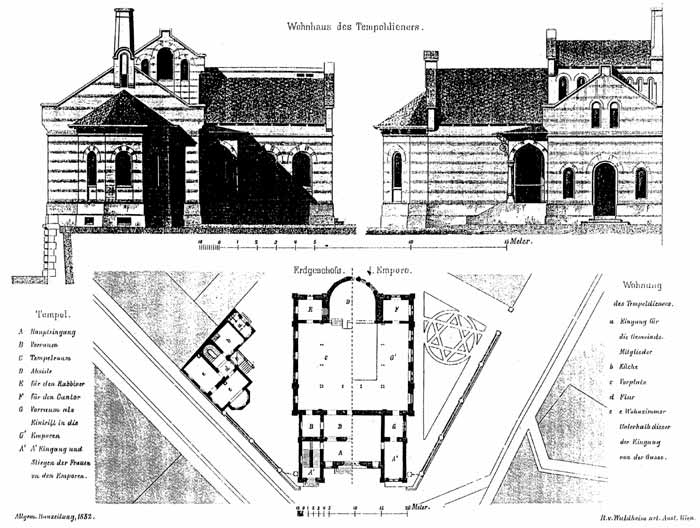
Planul de amplasare a sinagogii. Casa paznicului nu a mai fost construită niciodată.
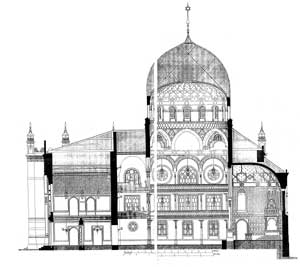
Secțiune a sinagogii văzută de pe latura de nord
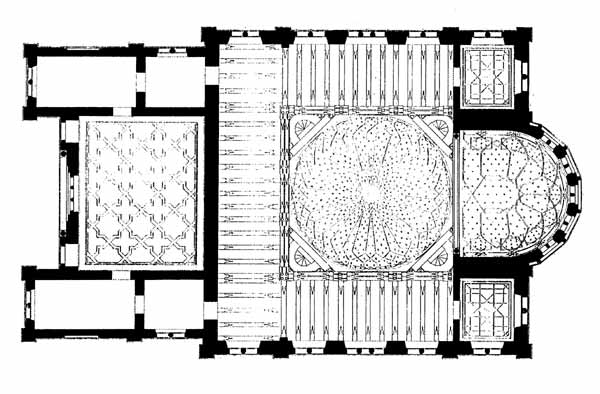
Planul arhitectului cu privire la decorarea tavanului și a plafonului